# Peștera din Valea Cobășelului
Peștera din Valea Cobășelului este o arie protejată de interes național ce corespunde categoriei a III-a IUCN (rezervație naturală de tip speologic), situată în județul Bistrița-Năsăud, pe teritoriul administrativ al comunei Șanț.
Rezervația naturală declarată monument al naturii, cu o suprafață de 1 ha, este inclusă în Parcul Național Munții Rodnei și reprezintă o peșteră (cavernă) dezvoltată în formațiuni de calcare, datate în Precambrian.